# 10 from 6
10 from 6 es un álbum recopilatorio de la banda de rock británica Bad Company, publicado en diciembre de 1985 por el sello Atlantic Records. Todas las canciones del álbum fueron publicadas por Swan Song Records, discográfica fundada por Led Zeppelin en 1974. El título hace referencia a diez canciones tomadas de los seis álbumes de estudio que Bad Company había grabado hasta la fecha, a pesar de que ninguna canción del álbum Burnin' Sky aparezca en el compilado.

## Lista de canciones

### Lado A
1. "Can't Get Enough" (Mick Ralphs) (4:16)
2. "Feel Like Makin' Love" (Paul Rodgers, Ralphs)	(5:14)
3. "Run with the Pack" (Rodgers) (5:24)
4. "Shooting Star" (Rodgers) (6:18)
5. "Movin' On" (Ralphs) (3:23)

### Lado B
1. "Bad Company" (Rodgers, Simon Kirke) (4:50)
2. "Rock 'n' Roll Fantasy" (Rodgers) (3:19)
3. "Electricland" (Rodgers) (5:29)
4. "Ready for Love" (Ralphs) (5:02)
5. "Live for the Music" (Ralphs)	(3:49)

## Créditos
- Paul Rodgers – voz, guitarra, teclados
- Mick Ralphs – guitarra, teclados
- Simon Kirke – batería
- Boz Burrell – bajo